# Étangs de Marqueille
Les étangs de Marqueille sont de petits étangs des Pyrénées françaises, situés en Ariège, dans la vallée de Siguer à 2 386 mètres et 2 431 mètres d'altitude. 
L'accès se fait en 5 heures au départ du terminus de la route de la vallée du Siguer, lieu dit Bouychet (928 mètres).

## Géographie
Il s'agit de 6 étangs, dont un principal, un secondaire, le reste étant des laquets. Ils se situent sur le territoire de la commune de Lercoul.

## Histoire
Ces étangs sont le lieu de commémoration de la traversée Espagne - France effectuée en 1937 par Cochise Leberre et Raphaël Munoz. Lors de cette traversée, une croix a été posée au nord du premier étang en souvenir des exilés républicains espagnols.